# Surf's Up (album The Beach Boys)
| Recensione                               | Giudizio |
| ---------------------------------------- | -------- |
| AllMusic                                 |          |
| Christgau's Record Guide                 | B−       |
| Encyclopedia of Popular Music            | [ 2 ]    |
| MusicHound Rock                          | 4/5      |
| Pitchfork (Sunflower/Surf's Up ristampa) | 8.9/10   |
| The Rolling Stone Album Guide            | [ 4 ]    |
| Piero Scaruffi                           | 6.5/10   |
| Uncut                                    | [ 6 ]    |

Surf's Up è il diciassettesimo album in studio del gruppo musicale statunitense The Beach Boys.
Il disco venne pubblicato nell'agosto del 1971 ricevendo buone attenzioni da parte di critica e pubblico. L'album surclassò nelle vendite il precedente LP del gruppo, Sunflower, raggiungendo la posizione numero 29 in classifica negli Stati Uniti (il loro primo album da Top 40 sin dai tempi di Wild Honey) e la posizione numero 15 in Gran Bretagna.
Il titolo dell'album è ripreso dall'omonima canzone scritta da Brian Wilson e Van Dyke Parks per l'abortito progetto SMiLE nel 1966-67.
Surf's Up è stato ristampato in formato CD sia singolarmente sia abbinato a Sunflower.

## Descrizione

### Produzione

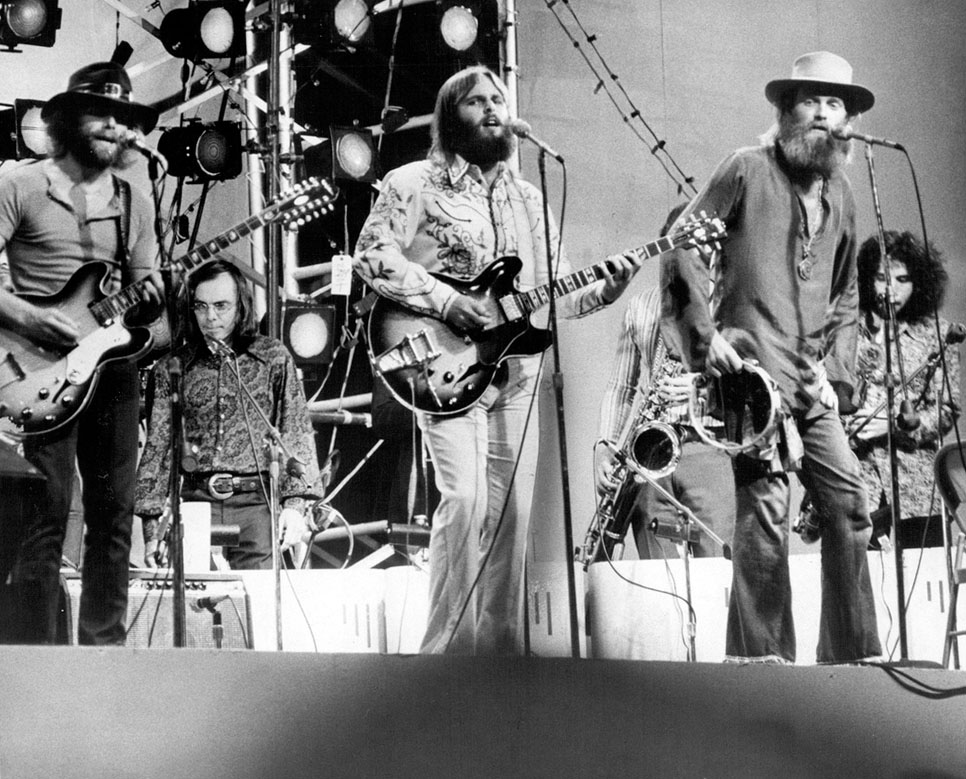
I Beach Boys si esibiscono a Central Park nel luglio 1971

Verso la fine del 1970, dopo il fallimento commerciale dell'album Sunflower, i Beach Boys assunsero Jack Rieley come loro manager. Rieley, un DJ, aveva favorevolmente impressionato la band con delle credenziali fasulle (un presunto premio "Peabody" vinto come direttore a capo della divisione NBC di Porto Rico) e con le sue intenzioni di far riguadagnare al gruppo il rispetto dei critici e del pubblico statunitensi. La sua prima iniziativa fu quella di far incidere ai Beach Boys delle canzoni che contenessero nel testo dei riferimenti all'attualità e alle tematiche sociali dell'epoca, in modo da coinvolgere maggiormente il pubblico. Rieley insistette anche affinché la band nominasse ufficialmente Carl Wilson nuovo "direttore musicale" del gruppo come ringraziamento per il ruolo da lui svolto per tenere insieme la band, durante il "periodo buio" del leader Brian Wilson, sin dal 1967. Più significativamente, chiese ai musicisti di terminare il brano Surf's Up, pezzo incompiuto che aveva raggiunto una reputazione mitica presso i fan fin dalla cancellazione di Smile tre anni prima. Rieley organizzò anche un'apparizione dei Beach Boys come gruppo ospite durante un concerto dei Grateful Dead nell'aprile 1971, sperando di rilanciare la reputazione del gruppo come band "alternativa", che era ormai in completo declino da anni.
Secondo quanto dichiarato dallo stesso Rieley nel 1996, ai tempi la band era spaccata in due tronconi: i fratelli Wilson, più artisticamente inclini, consumatori di droghe, e il più pragmatico e commercialmente interessato triumvirato composto da Mike Love, Al Jardine, e Bruce Johnston. A suo parere, se il gruppo avesse fatto ritorno alle tematiche del periodo di massima creatività di metà anni sessanta, la band si sarebbe ricompattata.

### Registrazione
Memore del periodo di depressione associato alle sessioni per Smile, inizialmente Brian Wilson si rifiutò di rimettersi a lavorare su Surf's Up, che era stato deciso sarebbe stata la title track del nuovo album. Quindi, Carl Wilson sovraincise una nuova parte vocale nella prima parte del brano sui vecchi nastri, che risalivano al 1966. Il secondo movimento della canzone venne creato da un nastro demo del 1966 dove Brian Wilson suonava in solitaria al pianoforte il brano, con l'aggiunta di sintetizzatori Moog e sovraincisioni strumentali varie.
Con grande sorpresa degli altri membri del gruppo, Brian Wilson riapparve in studio verso la fine delle sessioni per il brano aiutando il fratello e l'ingegnere del suono Stephen Desper a completare la terza parte della canzone, combinando insieme un nastro demo di Child Is Father of the Man (altra outtake di Smile) e un testo per le ultime strofe della sezione finale scritto presumibilmente da Rieley. La nuova traccia vocale registrata - cantata da Al Jardine sullo sfondo di un coro a opera di tutti i Beach Boys - fu poi accelerata da Desper nel tentativo di rendere l'atmosfera del pezzo più simile a quella del 1966.

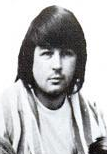
Brian Wilson nel 1971

L'album include anche 'Til I Die una canzone alla quale Brian stava lavorando da circa un anno. Sebbene si dica che a Mike Love la canzone non piacesse per niente, in anni recenti egli lodò ed eseguì il brano in concerto. Brian Wilson passò diverse settimane ad arrangiare la canzone, cercando di ricatturare le complesse armonie del periodo di Pet Sounds.
Long Promised Road e Feel Flows furono i primi significativi tentativi di composizioni autonome da parte di Carl Wilson; scritte e registrate quasi interamente da lui solo. Student Demonstration Time (essenzialmente il classico R&B Riot In Cell Block numero 9 rivisitato con l'aggiunta di un nuovo testo) e Don't Go Near the Water mostrano Love e Jardine nel tentativo di cimentarsi nel nuovo stile vocale della band. A Day in the Life of a Tree è l'unica nuova composizione a firma Brian Wilson presente nel disco. Anche se spesso la canzone viene liquidata dai critici e dai fan come un brano minore usa e getta, furono eseguiti numerosi tentativi di registrazione da parte di Wilson che teneva particolarmente al pezzo, una stramba ode ecologista in onore a un albero morente (cantata dal punto di vista dell'albero stesso!). Curiosamente il cantato del brano venne affidato al manager della band Jack Rieley. Secondo Al Jardine, Rieley cantò la canzone perché "nessun altro volle cantarla in quanto era troppo deprimente." La nostalgica Disney Girls (1957) di Bruce Johnston venne definita un capolavoro da Brian Wilson ed è stata in seguito reinterpretata da Art Garfunkel e Cass Elliot.
I brani a firma Dennis Wilson 4th of July, Fallin' In Love (conosciuto anche come Lady), e Wouldn't It Be Nice To Live Again furono eliminati dalla versione finale dell'album poco tempo prima della pubblicazione. Nonostante il tono elegiaco di 4th of July sarebbe stato una scelta appropriata per le tematiche dell'album, la canzone venne rimpiazzata da Take A Load Off Your Feet di Jardine. Per quanto riguarda Wouldn't It Be Nice To Live Again, venne esclusa a causa di un bisticcio tra i fratelli Wilson. Dennis voleva che la canzone fosse la traccia finale del disco, subito dopo 'Til I Die, mentre Carl pensava che Surf's Up sarebbe stato meglio come pezzo conclusivo. Di conseguenza, Dennis decise di far togliere il suo brano dall'album. Fallin' In Love venne pubblicata a fine 1970 come B-side di un suo singolo da solista.

### Copertina

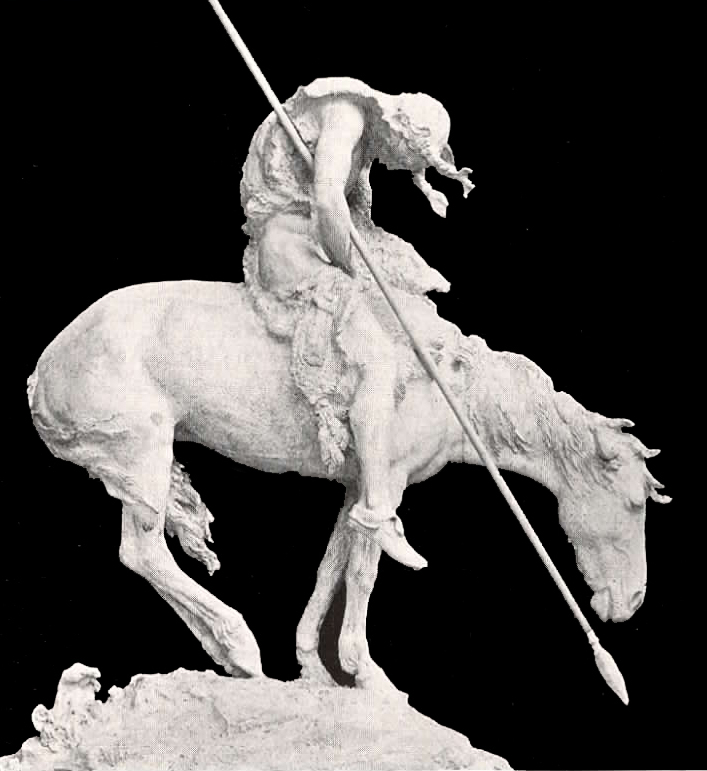
La copertina di Surf's Up si basa sulla scultura "End of the Trail" di James Earle Fraser

La copertina dell'album è un dipinto ispirato alla celebre scultura End of the Trail di James Earle Fraser (1876 – 1953).

## Pubblicazione
Surf's Up venne pubblicato nell'agosto 1971 ricevendo molta più attenzione pubblica e mediatica rispetto agli ultimi lavori della band da diversi anni a quella parte. Il disco surclassò nelle vendite il precedente Sunflower, raggiungendo la posizione numero 29 nella classifica statunitense, e diventando il loro maggior successo in molti anni. Surf's Up fu il primo successo da Top 40 fin da Wild Honey e nel Regno Unito salì fino alla posizione numero 15. Come Sunflower, a livello internazionale, Surf's Up fu distribuito dall'etichetta Stateside Records della EMI.

## Tracce
1. Don't Go Near the Water – 2:41
2. Long Promised Road – 3:32
3. Take a Load Off Your Feet – 2:31
4. Disney Girls (1957) – 4:11
5. Student Demonstration Time – 3:56
6. Feel Flows – 4:49
7. Looking at Tomorrow (A Welfare Song) – 1:59
8. A Day in the Life of a Tree – 3:09
9. 'Til I Die – 2:37
10. Surf's Up – 4:11

## Formazione
The Beach Boys
- Al Jardine - voce solista (1, 3, 7, 8, 10) e cori (1–5, 7–10); chitarra elettrica (1); chitarra acustica (3, 7); banjo (1); piano (1); basso (7)
- Bruce Johnston - voce solista (4) e cori (1, 2, 4–10); piano (4); organo Hammond (4, 7?, 9); sintetizzatore Moog (4); mandolini (4)
- Mike Love - voce solista (1, 5, 9) e cori (1, 2, 4, 5, 8–10); tamburello (5)
- Brian Wilson - voce solista (3, 9, 10) e cori (1–4, 6, 8–10); organo Baldwin (1?, 3); organo Hammond (9); harmonium (1?, 8); sintetizzatore Moog (8, 10?); RMI Electra Piano (9); piano (10); armonica (1?); basso (3); batteria (9); percussioni (3, 9); Rolls-Royce Phantom V (3)
- Carl Wilson - voce solista (2, 6, 9, 10) e cori; chitarra elettrica (1, 2, 5, 6); chitarra acustica (2, 8, 9); piano (2, 6); Wurlitzer (2); organo Baldwin (6); organo Hammond (2, 10); sintetizzatore Moog (2, 6, 10?); basso (6); batteria (2, 7?); percussioni (1, 2, 6, 10)
- Dennis Wilson - cori (5, 10); batteria (5)

Musicisti aggiuntivi
- Ed Carter - chitarra elettrica (4); chitarra acustica  (4)
- Daryl Dragon - sintetizzatore Moog (1, 5?); organo a canne (8); piano (1, 5); chitarra elettrica (1); basso (1, 9); vibrafono (9)
- Dennis Dragon - batteria (4)
- Mike Kowalski - batteria (1); percussioni (1)
- Blondie Chaplin - basso (5)
- Bill DeSimone - cori (10)
- Kathy Dragon - flauto (4)
- Van Dyke Parks - voce in A Day in the Life of a Tree
- Jack Rieley - voce solista in A Day in the Life of a Tree e cori in Surf's Up
- Diane Rovell - cori (2, 6)
- Marilyn Wilson - cori (2, 6)
- Gary Winfrey - cori (3)
- Arthur Brieglab - corno inglese (10)
- Jimmy Bond - contrabbasso (10)
- Al Casey - chitarra elettrica (10)
- Roy Caton - tromba (10)
- Al De Lory - piano (10)
- David Duke - corno inglese (10); Wagner tuba (10)
- Glenn Ferris - trombone (5)
- Sam Freed - violino (3)
- David Frisina - violino (3)
- George Hyde - corno inglese (10)
- Anatol Kaminsky - violino (3)
- Nathan Kaproff - violino (3)
- George Kast - violino (3)
- Carol Kaye - basso (10)
- Charles Lloyd - sax tenore (6); flauto (6)
- Sal Marquez - tromba (5)
- Roger Neumann - sax tenore (5)
- Nick Pellico - glockenspiel (10)
- Joel Peskin - sax tenore (5)
- Mike Price - tromba (5)
- Claude Sherry - corno inglese (10)
- Woody Theus - batteria (6); bastoncini (6)